# Mściszewice
Mściszewice (kaszub. Mscëszejce) – wieś kaszubska w Polsce położona w województwie pomorskim, w powiecie kartuskim, w gminie Sulęczyno.
Wieś na Pojezierzu Kaszubskim nad jeziorem Mściszewickie przy drodze wojewódzkiej nr 214 Łeba-Lębork-Sierakowice-Kościerzyna-Zblewo-Skórcz-Warlubie), jest siedzibą sołectwa Mściszewice, w którego skład wchodzi również osada Opoka. 
Miejscowość znajduje się na turystycznym  Szlaku Kamiennych Kręgów – w okolicach wsi znajduje się cmentarzysko kurhanowe.
Wieś szlachecka położona była w II połowie XVI wieku w powiecie mirachowskim województwa pomorskiego.
W latach 1954–1961 wieś należała i była siedzibą władz gromady Mściszewice, po jej zniesieniu w gromadzie Suleczyno. W latach 1975–1998 miejscowość administracyjnie należała do województwa gdańskiego.
| SIMC    | Nazwa        | Rodzaj    |
| ------- | ------------ | --------- |
| 0174697 | Augustowo    | część wsi |
| 0174705 | Bębny        | część wsi |
| 0174711 | Gliniewo     | część wsi |
| 0174728 | Golica       | część wsi |
| 0174734 | Końska Głowa | część wsi |
| 0174740 | Korkowo      | część wsi |
| 0174757 | Lewinowo     | część wsi |
| 0174763 | Puck         | część wsi |
| 0174770 | Skoczkowo    | część wsi |
| 0174786 | Szerzawa     | część wsi |

## Historia
Wieś szlachecka położona była w II połowie XVI wieku w powiecie mirachowskim województwa pomorskiego.
Do 1918 roku obowiązującą nazwą niemieckiej administracji dla Mściszewic była Mischischewitz.
Po I wojnie światowej wieś ponownie znalazła się w granicach Polski (powiat kartuski), na mocy ustaleń zawartych w ratyfikacji Traktatu Wersalskiego z 10 stycznia 1920 roku. Powiat kartuski przejmował I Pułk Ułanów Krechowickich, od ok. 31 stycznia do ok. 8 lutego.
Podczas okupacji niemieckiej w 1942 roku nazwa Mischischewitz została przez nazistowskich propagandystów niemieckich (w ramach szerokiej akcji odkaszubiania i odpolszczania nazw niemieckiego Lebensraumu) zweryfikowana jako zbyt kaszubska i przemianowana na nowo wymyśloną i bardziej niemiecką – Mischütz.